# Landkreis Lask

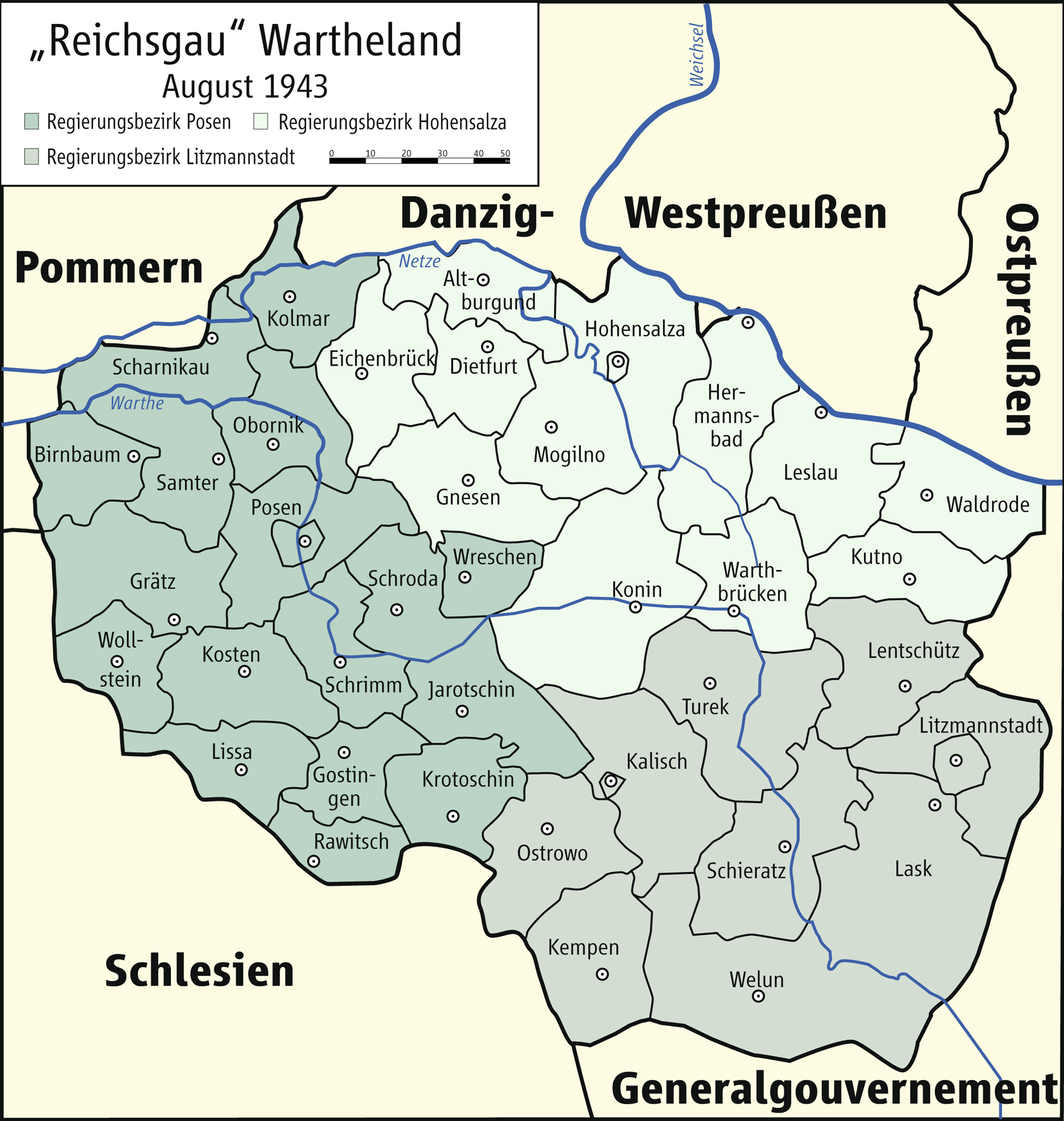
Regierungsbezirke und Kreise im Reichsgau Wartheland

Landkreis Lask war während des Zweiten Weltkrieges der Name einer deutschen Verwaltungseinheit im besetzten Polen (1939–45).

## Vorgeschichte (1793 bis 1807)
Das Gebiet um die westpolnischen Städte Łask und Lutomiersk gehörte nach der Zweiten Teilung Polens von 1793 bis 1807 vorübergehend als eigener Kreis Lutomiersk zur preußischen Provinz Südpreußen.

## Verwaltungsgeschichte
Zu Beginn des Zweiten Weltkrieges besetzten deutsche Truppen den westpolnischen Powiat Łask, die Kreisstadt Łask wurde am 6. September und die Stadt Pabianice am 8. September 1939 eingenommen.
Am 26. Oktober 1939 wurde der Powiat unter der Bezeichnung Landkreis Lask an das Deutsche Reich angeschlossen, was als einseitiger Akt der Gewalt völkerrechtlich aber unwirksam war. Der "Landkreis" wurde Teil des Regierungsbezirkes Kalisch (ab 1941: Regierungsbezirk Litzmannstadt) im Reichsgau Wartheland.
Sitz des deutschen Landratsamtes wurde die Stadt Pabianice. Landrat war Alfred Todt.
Am 20. November 1939 wurden der Landkreis nach Osten erweitert. Ein breiter Streifen des im angrenzenden Generalgouvernement gelegenen Powiats Piotrków Trybunalski wurde mit der Stadt Bełchatów ebenfalls an das Deutsche Reich angeschlossen.
Am 1. Juli 1940 kam ein Teil der Landgemeinde Biała aus dem südlichen Nachbarkreis Welun hinzu.
Am 1. Oktober 1943 wurden Teile der Landgemeinden Sędziejowice, Widawa und Zapolice an den westlichen Nachbarkreis Schieratz abgegeben.
Mit dem Einmarsch der Roten Armee im Januar 1945 endete die deutsche Besetzung.

## Politik

### Landkommissar
1939–9999: Koch

### Landräte
1939–1940: Koch (kommissarisch)
1940–1942: Alfred Todt (kommissarisch)
1942–9999: Kolb (vertretungsweise)
1942–1945: Alfred Todt (1905–1961)

## Kommunale Gliederung
Der Landkreis Lask gliederte sich in drei Stadtgemeinden (Łask, Pabianice und Bełchatów) und 28 Landgemeinden, die in Amtsbezirken zusammengefasst waren.

## Ausdehnung
Der Landkreis Lask hatte vor der Vergrößerung um Bełchatów 1939 eine Fläche von 1403 km².

## Bevölkerung
Der Landkreis Lask hatte im Jahre 1941: 252.186 meist polnische Einwohner.
Die deutschen Besatzungsbehörden vertrieben zwischen dem 1. Dezember 1939 und dem 31. Dezember 1943 über 36.000 Polen aus dem Gebiet, die jüdische Bevölkerung wurde zunächst in Ghettos zusammengezogen und 1942 bis 1944 in den Vernichtungslagern Chełmno und Auschwitz ermordet.
Eine deutsche Minderheit lebte seit Anfang des 19. Jahrhunderts im Kreisgebiet, diese wurde durch zusätzliche Ansiedlung von Deutschen stetig vergrößert (33.790 Personen im Jahre 1942, etwa 14 % der Einwohner). Nach Ende der deutschen Besetzung verließ die Mehrzahl der Deutschen das Gebiet wieder.

## Ortsnamen
Es erfolgten zunächst einige „wilde“ Eindeutschungen durch die lokalen Besatzungsbehörden. Am 18. Mai 1943 erhielten alle Orte mit einer Post- oder Bahnstation deutsche Namen, dabei handelte es sich meist um lautliche Angleichungen, Übersetzungen oder freie Erfindungen.
Liste der Städte und Amtsbezirke im Landkreis Lask:
| polnischer Name    | deutscher Name (1943–1945) | polnischer Name | deutscher Name (1943–1945)            |
| ------------------ | -------------------------- | --------------- | ------------------------------------- |
| Bałucz             | Balau                      | Łękawa          | 1939–1943 Lenkawa 1943–1945 Lenkau    |
| Bełchatów          | Belchental                 | Lutomiersk      | Nertal                                |
| Buczek             | Buscheck                   | Pabianice       | 1939–40 Burgstadt 1940–1945 Pabianitz |
| Bujny Szlacheckie  | Bujny Szlacheckie          | Pruszków        | Pruschkow                             |
| Chobielice         | Hablach                    | Rusiec          | Rustitz                               |
| Chociw             | Chociw                     | Sędziejowice    | Sendewitz                             |
| Dłutów             | Zielkental                 | Suchcice        | Suchstein                             |
| Dobroń             | Dobberwalde                | Szczerców       | Scherzau                              |
| Górka Pabianicka   | Gorka Pabianicka           | Wadlew          | Wadlau                                |
| Grabica            | Grebitz                    | Widawa          | Wiedenbruch                           |
| Holendry Paprockie | Holendry Paprockie         | Widzew          | Widzew                                |
| Kleszczów          | Klestau                    | Sulmierzyce     | 1939–1943 Sulmingen 1943–1945 Sulmers |
| Kluki              | Klucksdorf                 | Wygiełzów       | Wiegel                                |
| Łask               | Lask                       | Zelów           | Sellau                                |